# Paraliturgie
Paraliturgie (z řec. para- „mimo“, „proti“, „odlišný“ a leiturgeia ve smyslu „bohoslužebný řád“, viz liturgie) označuje formy a rituály náboženských a občansko-náboženských skupin. Výraz může být použit jak ve svém znehodnoceném významu stejně jako neutrálně.
Neutrální význam označuje paraliturgii liturgické formy, jež se vyvinuly vedle nebo uvnitř bohoslužebné liturgie resp. vyvinuly se alternativně k ní. Duchovní hudba měla jako liturgický zpěv v pravoslavné a římskokatolické liturgii zprvu výhradně služební funkci a byla v tomto smyslu označována jako paraliturgie (vedle liturgie samotné). 
Dnes paraliturgie označuje ovšem také formy, které se vyvinuly jako nové formy vedle forem klasických a ty zčásti doplňují nebo úplně nahrazují. Příklady můžeme nalézt v liturgických prvcích pobožností z Taizé nebo evangelických večerních pobožnostech.
Jako znehodnocený význam označuje paraliturgie stejně jako pseudoliturgie, tzn. liturgické formy (např. bohoslužebné) připomínající rituály, s jakými je možné se setkávat například při sjezdech politických stran nebo sportovních událostech.